# Саїтово (Кушнаренковський район)
Саї́тово (рос. Саитово, башк. Сәйет) — присілок (у минулому село) у складі Кушнаренковського району Башкортостану, Росія. Входить до складу Горьківської сільської ради.
Населення — 257 осіб (2010; 284 у 2002).
Національний склад:
- татари — 58 %
- башкири — 41 %